# Google Docs
Google Docs, Sheets и Slides представляват набор от безплатни, уеб базирани програми за обработване на текст, за създаване на електронни таблици, както и за презентации. Всичко това е част от един офис пакет, предлаган от Google в рамките на своята услуга Google Drive (Google Диск). Тя е започнала като услуга за съхранение, но след това заменена от Google Drive. Програмата позволява на потребителите да създават и редактират документи онлайн, докато си сътрудничат с други потребители в реално време.
Трите приложения са достъпни като уеб приложения, Chrome приложения, които работят офлайн, и като мобилни приложения за Android и iOS. Те са съвместими с Microsoft Office файлови формати. Комплектът се състои също от Google Forms, Google Drawings и Google Tables (бета). Докато Forms и Tables са достъпни само като уеб приложения, Drawings е на разположение като Chrome приложение.
Комплектът е тясно интегриран с Google Drive. Всички файлове, създадени с приложенията, по подразбиране се записват в Google Drive. Той съчетава функциите на Writely и Google Spreadsheets, заедно с презентационния софтуер, проектиран от Tonic Systems.
Съхранение на данни на файлове е въведено на 12 януари 2010 г., с 1 GB свободно пространство. На 24 април 2012 г. Google стартира Google Drive, който измества Google Docs. Google Drive включва пакета Google Docs в себе си, заедно с подобрена функционалност за съхранение.
Макар Google Docs да е критикувана за липсващата функционалност на Microsoft Office, тя получава похвала за своята простота, лекота на използване и чести продуктови актуализации. The Next Web описва Google Docs като „доста силен набор от безплатни инструменти, които се подобряват всеки месец“.